# 皮多濟爾卡
50°6′58″N 34°21′43″E / 50.11611°N 34.36194°E
皮多濟爾卡（烏克蘭語：Підозірка），是烏克蘭中部的村莊，隸屬波爾塔瓦州的波爾塔瓦區。該村處於格倫河左岸，距離什利夫卡和傑伊卡利夫卡1.5公里，面積2.6平方公里，海拔高度115米，2001年人口251。